# Oman TV
Oman TV je národní televizní kanál vysílající v Ománu. Vysílání zahájil 17. listopadu 1974 ve městě Maskat a 25. listopadu 1975 ve městě Salála. Od roku 1997 vysílá televize i prostřednictvím svých internetových stránek.
Kanál vysílá zpravodajství, vládní prohlášení, show pro děti a pořady o přírodě.
Sportovní zpravodajství, zápasy ománské fotbalové ligy a také kulturní pořady je možné sledovat na sesterském televizním kanálu Oman TV2.
Oman TV vysílá celosvětově prostřednictvím družic:
- Arabsat 2A
- Arabsat 3A
- Arabsat 2B
- Nilesat 101
- Hot Bird 4
- Optus B3